# Бирь (деревня)
Бирь (бел. Бір) — деревня в составе Первомайского сельсовета Дрибинского района Могилёвской области Республики Беларусь.

## Население
- 1999 год — 27 человек
- 2010 год — 7 человек